# Línea 405 (Montevideo)
La línea 405 de la red de transporte urbano de Montevideo une el Parque Rodó con el barrio Peñarol.

## Historia
Fue creada en junio de 1963 como línea 445 uniendo en sus inicios el Parque Rodó con la intersección de Camino Maldonado y Libia, en Jardines del Hipódromo. La línea operaría con dicha denominación hasta septiembre de 1963, cuando es sustituida por la denominación actual de 405, esa modificación significó además la extensión del recorrido hacia el barrio Peñarol.

## Características
Debido a algunos sucesos de inseguridad y violencia, que cada cierto tiempo pueden suceder inesperadamente en barrios cercanos a Casavalle, esta línea puede acortar su recorrido en puntos cercanos a dichos barrios.

## Recorridos
En ambos recorridos circula por los barrios: Parque Rodó, Punta Carretas, Pocitos, La Mondiola, Buceo, Unión, Curva de Maroñas, Flor de Maroñas, Jardines del Hipódromo, Casavalle, Marconi, Cuarenta Semanas y Peñarol.
| Ida - Parque Rodó - Joaquín de Salterain - Avenida Gonzalo Ramírez - Avenida Julio Herrera y Reissig - Ing. García de Zúñiga - José María Montero - Gonzalo de Orgaz - Leyenda Patria - Juan Benito Blanco - 26 de Marzo - Avenida Luis Alberto de Herrera - Avenida Italia - Juan de Dios Peza - Barroso - Comodoro Coe - Avenida Mariscal Solano López - Comercio - José Antonio Cabrera - Gobernador Viana - Avenida 8 de Octubre - Andén 5 (Intercambiador Belloni) - Camino Maldonado - Libia - Malinas - Rafael - Bulevar Aparicio Saravia - Camoens - Schiller, hacia Camino Coronel Raíz. - Peñarol Ida hacia Casavalle - Ruta anterior - Bulevar Aparicio Saravia - Av. Gral. San Martín - Cno. Gral. Leandro Gómez - Dr. José Martirené - Av. Gustavo Volpe - Dr. José Martirené (Plaza Casavalle) Ida hacia Gruta de Lourdes - Ruta anterior - Bulevar Aparicio Saravia - Avenida de las instrucciones | Vuelta - Peñarol - Schiller - Camino Coronel Raíz - Bulevar Aparicio Saravia - Rafael - Malinas - Libia - Camino Maldonado - Andén 4 (Intercambiador Belloni) - Avenida 8 de octubre - Joanicó - Comercio - Avenida Italia - Avenida Luis Alberto de Herrera - 26 de Marzo - José Ellauri - Joaquín Núñez - Benito Nardone - Avenida Julio Herrera y Reissig - Avenida Gonzalo Ramírez - Pablo de María, hacia Luis Piera - Parque Rodó Vuelta desde Gruta de Lourdes - Gruta de Lourdes - Av. de las instrucciones - Bulevar Aparicio Saravia continua en su ruta habitual Vuelta desde Casavalle - Bulevar Aparicio Saravia y José Martirené - Bvar. Aparicio Saravia - Pasaje 322 - Cno. Gral. Leandro Gómez - Av. Gral. San Martín - Bvar. Aparicio Saravia - Continúa por ruta habitual. |

### Destinos intermedios
Además de su destino de cabecera en Peñarol y su destino mayormente utilizado Casavalle (en la intersección de las calles José Martirené y Aparicio Saravia) tiene los siguientes destinos intermedios:
Ida
1. Intercambiador Belloni
2. Libia y Camino Maldonado
3. Mendoza (intersección de las avenidas Pedro de Mendoza y Aparicio Saravia)

Vuelta
1. Intercambiador Belloni
2. Avenida Italia y Comercio

### Destinos especiales
1. Gruta de Lourdes (durante los días 11 de cada mes realiza un servicio especial desde y hacia la Gruta de Lourdes)